# Jean-Gabriel d'Agay
Jean-Gabriel d'Agay, né à Besançon le 16 mars 1731 et mort à Paris le 28 août 1788, est un ecclésiastique qui fut coadjuteur en 1779 puis évêque d'Elne-Perpignan de 1783 à 1788.

## Biographie
Originaire de Franche-Comté, fils d'Antoine Philibert d'Agay, seigneur de Myon, de Villiers, de Mutigney (1695-1766). Il est chanoine honoraire du chapitre noble de Saint-Claude, pourvu en commende de l'abbaye Notre-Dame de Boscodon (1771-1779) et abbé commendataire de l'abbaye de Sorèze dans le diocèse de Lavaur. Il est désigné le 18 janvier 1779 comme coadjuteur avec l'expectative de la succession  de Charles-François-Alexandre de Cardevac de Gouy d'Havrincourt évêque d'Elne. Conseiller d'honneur au Conseil du Roussillon. Confirmé le 20 septembre il est nommé le même jour évêque titulaire de Canope (de). Il est consacré comme tel le 30 janvier 1780 par Yves Alexandre de Marbeuf évêque d'Autun. Il accède au siège d'Elne-Perpignan le 1er mars 1783. Son épiscopat est bref car il meurt à Paris cinq ans plus tard.